# Фролов (Воронежская область)
Фролов — хутор в Нижнедевицком районе Воронежской области.
Входит в состав Острянского сельского поселения.

## География

### Улицы
- ул. Ленина